# 朝鮮民画
朝鮮民画（ちょうせんみんが）は、朝鮮の庶民の実用的な民俗絵画である。結婚や還暦などの儀礼、装飾、魔よけ、開運などの実用的な目的のために、屏風や掛軸にしたり、壁に貼ったりして用いられる。

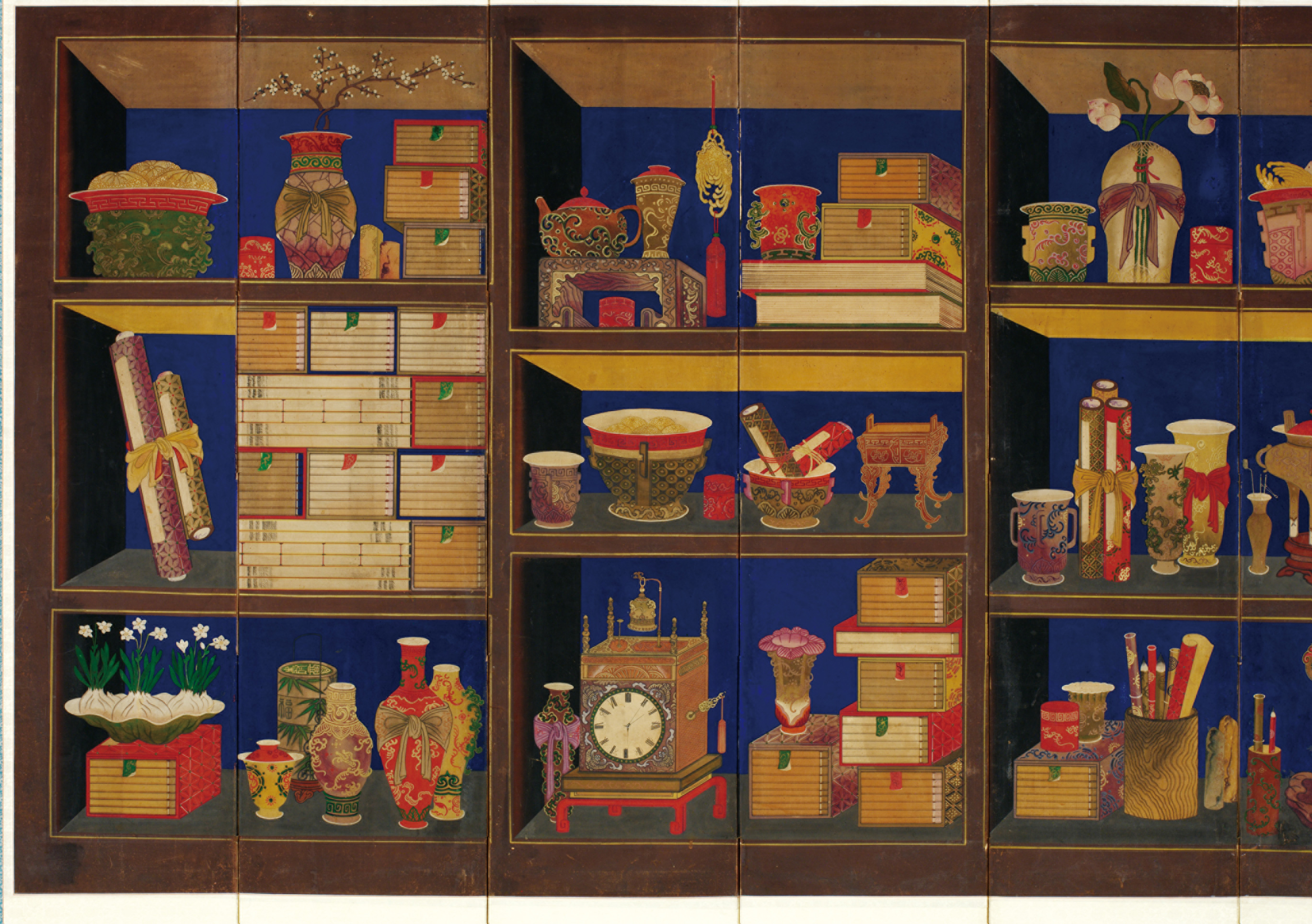
李宅均「冊架図屏風」(ソウル特別市有形文化財)1800年代

表現は稚拙ではあるが、滑稽味があり、素朴で大胆なところが、独特の味わいを出しているものが多い。宮廷付属の図画署の画家や両班の文人が描いた芸術的鑑賞の対象である正統絵画とは異なり、一般的に朝鮮民画には画家の署名や落款はなく、いつ誰が描いたのかは分からない。
民画という言葉は、民藝運動の創始者である日本人の柳宗悦が、日本の大津絵などの民俗絵画を指して使い始めたものである。柳は、日本統治時代の朝鮮でも美術品を収集研究し、朝鮮民画の収集研究も始めた。柳によって、それまでは収集研究の対象とは考えられていなかった朝鮮民画が、注目され収集研究の対象となった。
朝鮮民画の種類は多いが、大きく分ければ、道教系、仏教系、儒教系、装飾系に分けられる。虎の絵は、朝鮮民画の最も代表的なものである。鵲と虎を一緒に描いた鵲虎図や、山神が虎を従えた山神図などがある。長生図は、長寿の象徴である、鶴、亀、鹿、松、竹、などを描いたものである。青竜、白虎、朱雀、玄武などの方位神や、十二支神、竜、鳳凰、麒麟などを描いた物もある。山水画、動物画、植物画なども多いが、独特の物として、文字を絵にした文字図や、本などを乗せた棚を描いた冊架図がある。

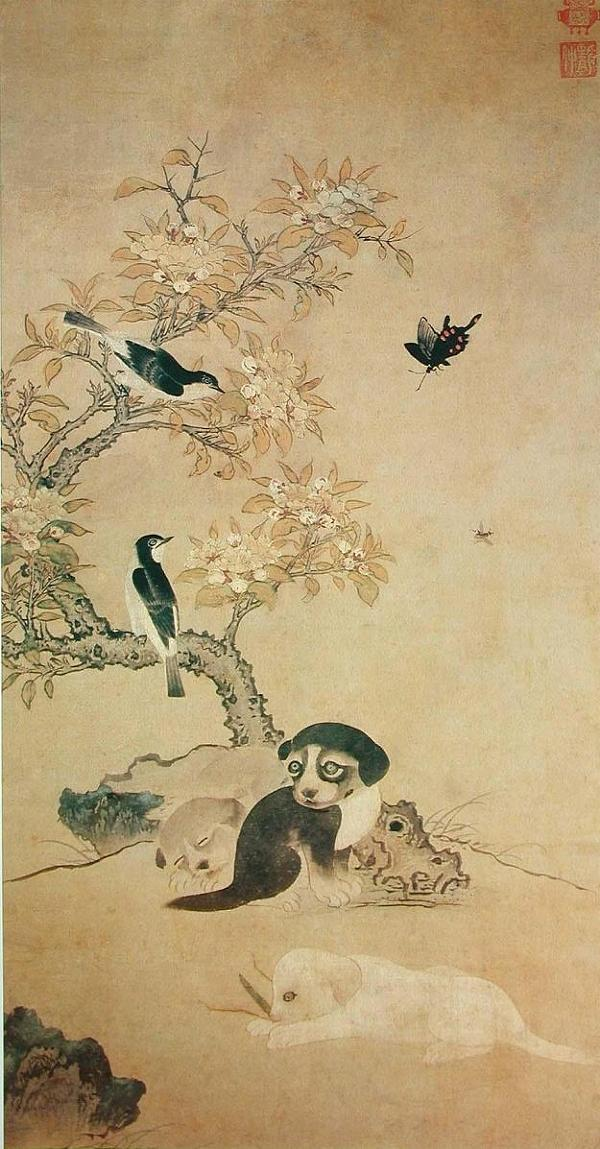
花鳥拘子圖
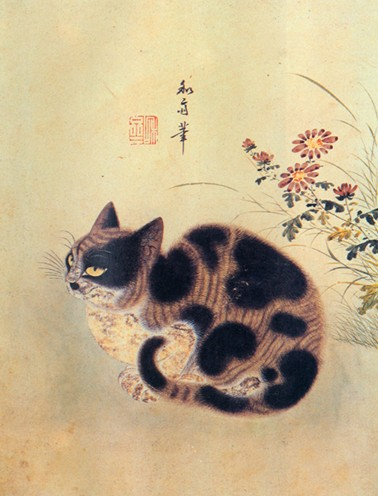
菊庭秋猫圖
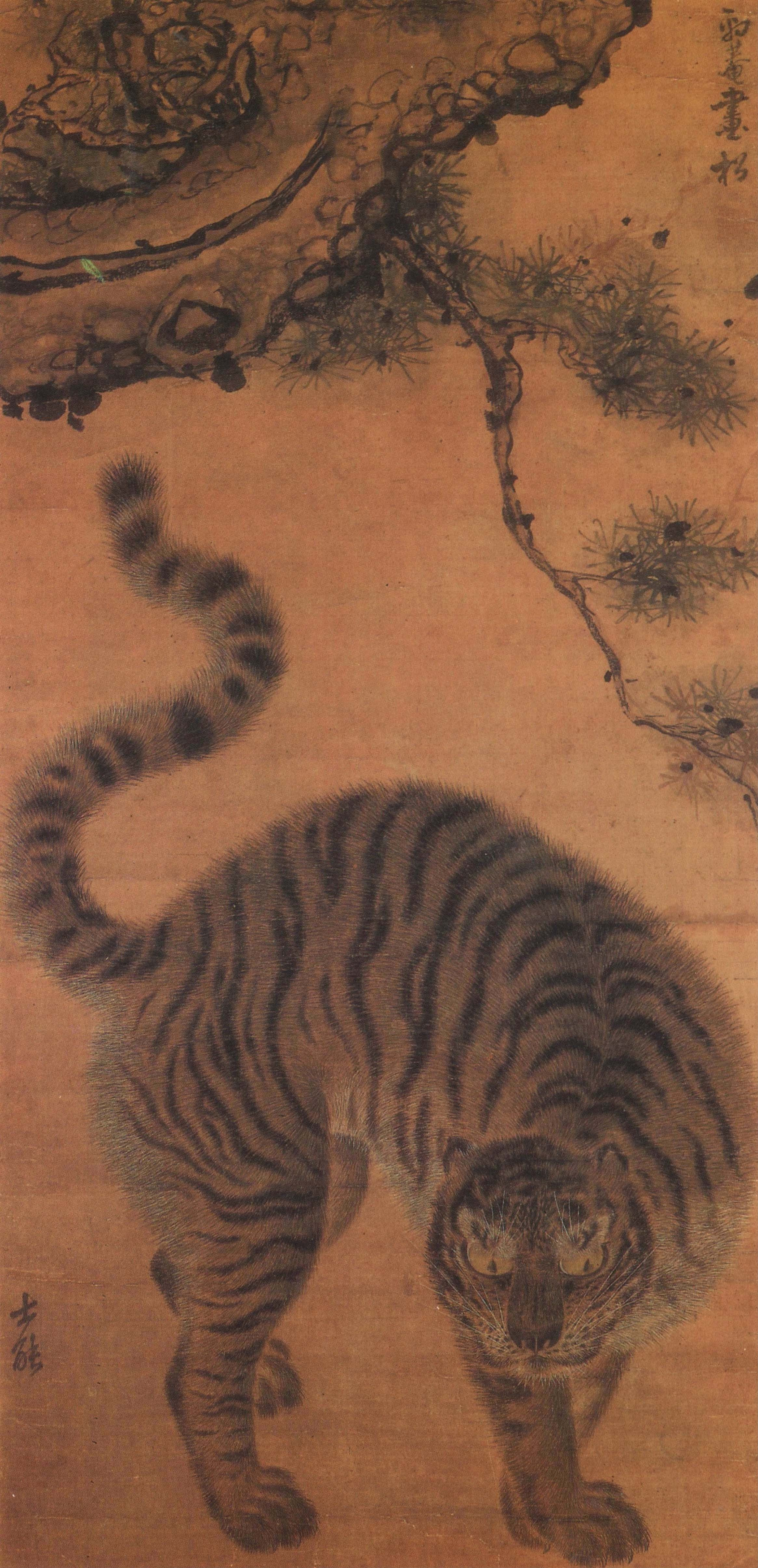
松下猛虎圖
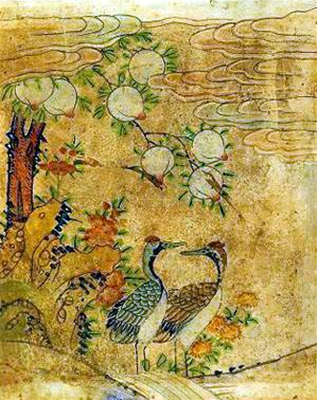
雙鶴蟠桃図
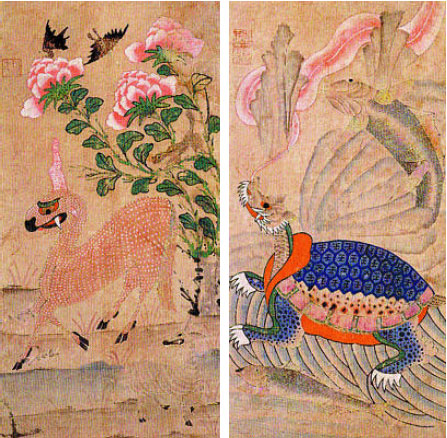
鹿と亀
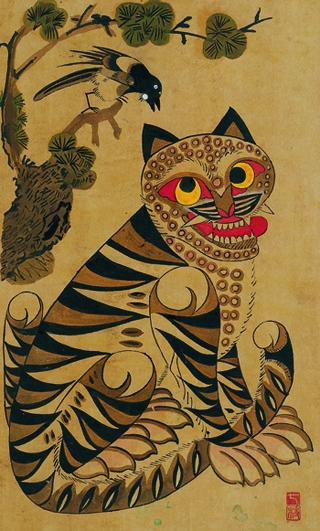
鵲虎図
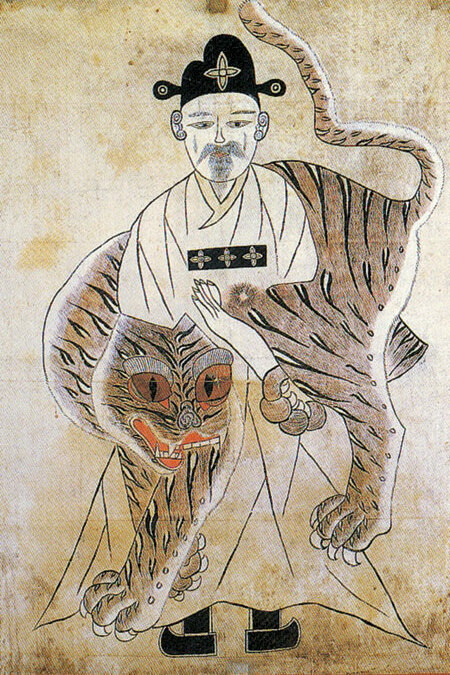
山神図
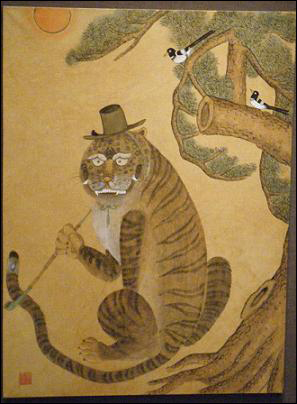
民話では「虎がタバコを吸っていたころ」（호랑이담배먹던시절에）で物語を始める(日本の「むかしむかし」や英語の「Once upon a time（英語版）」のようなもの)
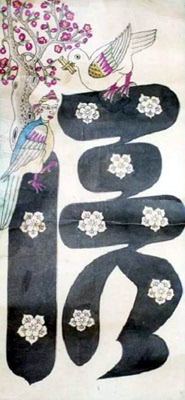
文字図（信）
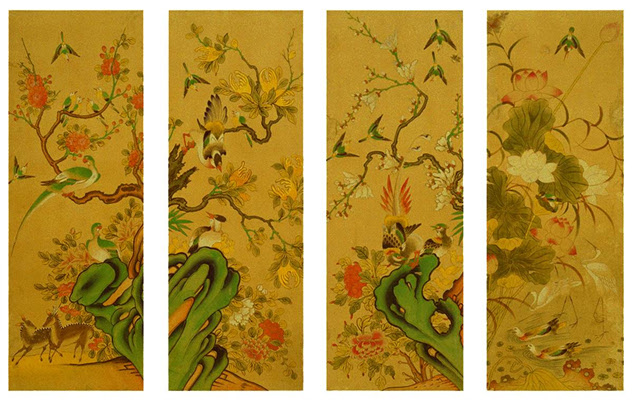
花鳥図
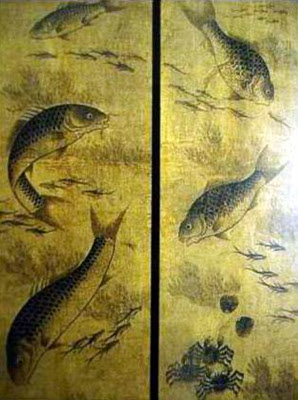
魚蟹図
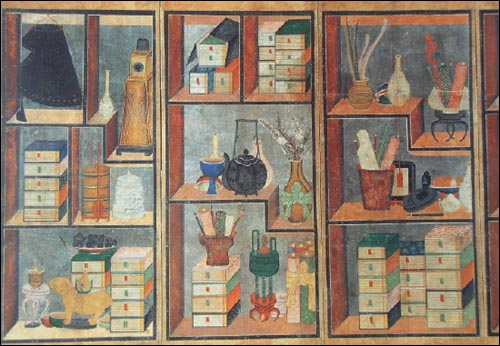
冊架図